# Find Holger
Find Holger eller Hvor er Holger? (originaltitel: Where is Wally?) er en populær børnebogsserie tegnet af englænderen Martin Handford (1956-). På hver side i bøgerne er der tegnet et stort antal mennesker i en bestemt situation, og målet er at finde Holger blandt dem. Holger er høj og tynd, har briller, stok, rød/hvidstribet bluse og hue samt mørkeblå bukser.
Den første bog i serien blev udgivet i Storbritannien i 1987. Samme år blev den oversat og udgivet i Danmark (Kan du finde Holger?), og senere er serien udgivet i mere end 20 lande og på mere end 19 sprog.